# Hippocrepis carpetana
Hippocrepis carpetana là một loài thực vật có hoa trong họ Đậu. Loài này được Lassen miêu tả khoa học đầu tiên.